# Rhizostomae
Rhizostomae, ook wel Rhizostomeae genoemd, is een orde van schijfkwallen (Scyphozoa).

## Kenmerken
In tegenstelling tot de meeste schijfkwallen hebben soorten van deze orde geen tentakels of andere uitsteeksels aan de randen van hun koepelvormige lichaam. In plaats daarvan hebben ze acht sterk vertakte voedingsarmen rond de mond waarop zich openingen bevinden die voedsel naar binnen kunnen zuigen. De mond bestaat uit een aantal kleine poriën die in verbinding staan met het spijsverteringsstelsel.

## Taxonomie
Er zijn bijna 100 soorten geklasseerd in deze orde in de volgende families:
- onderorde Daktyliophorae
  - familie Catostylidae Gegenbaur, 1857
  - familie Lobonemidae Stiasny, 1921
  - familie Lychnorhizidae Haeckel, 1880
  - familie Rhizostomatidae Cuvier, 1799
  - familie Stomolophidae Haeckel, 1880
- onderorde  Kolpophorae
  - familie Cassiopeidae Agassiz, 1862
  - familie Cepheidae Agassiz, 1862
  - familie Leptobrachidae Agassiz, 1862
  - familie Mastigiidae Stiasny, 1921
  - familie Versurigidae Kramp, 1961

## Afbeeldingen

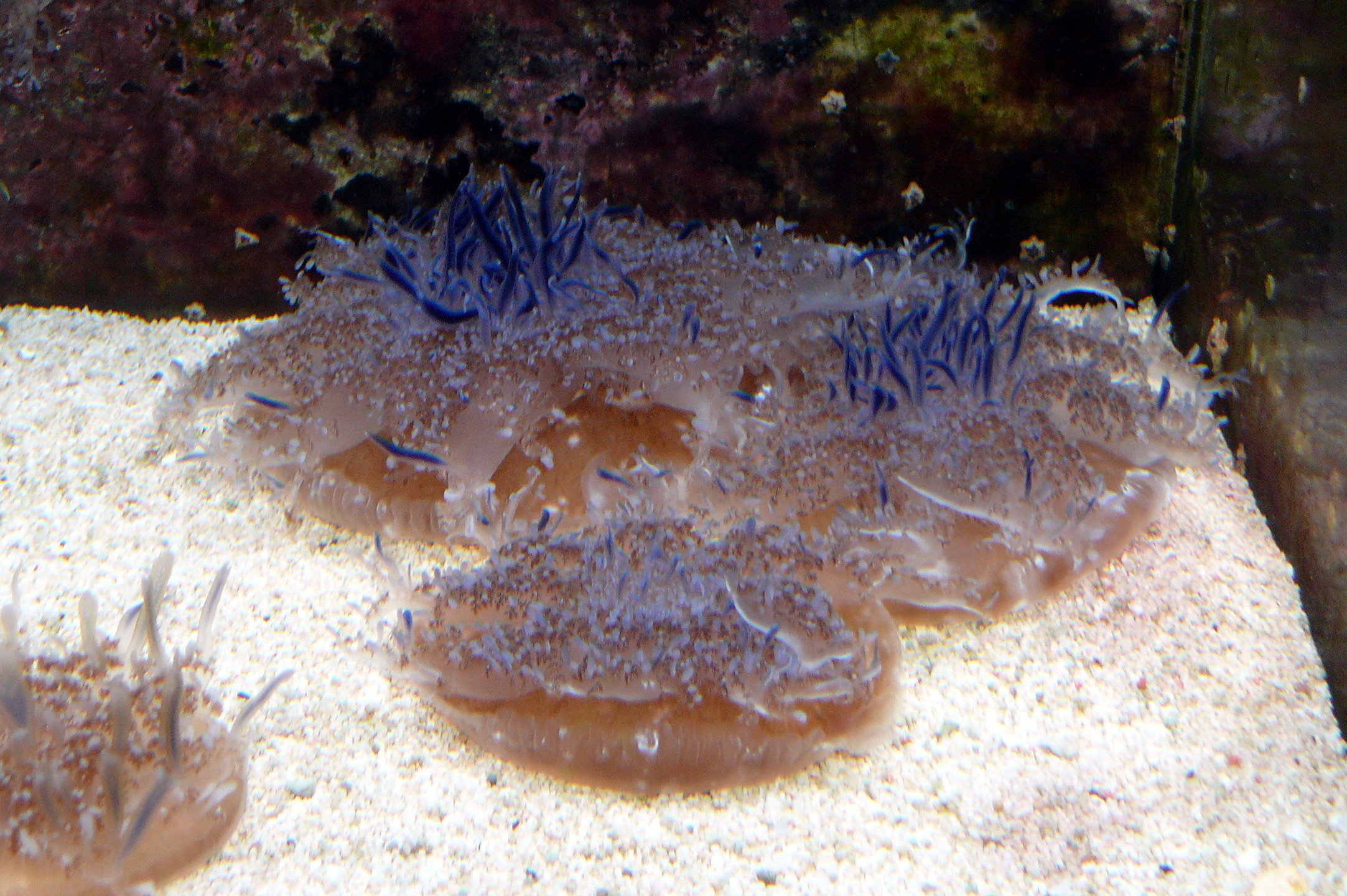
Cassiopea andromeda (Cassiopeidae)
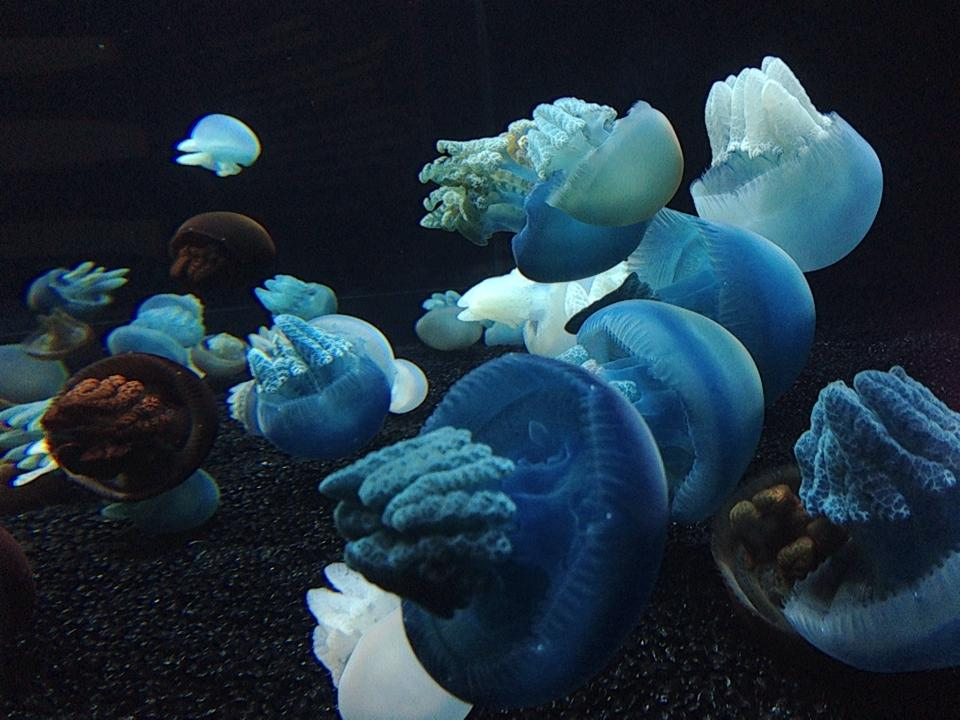
Catostylus mosaicus (Catostylidae)
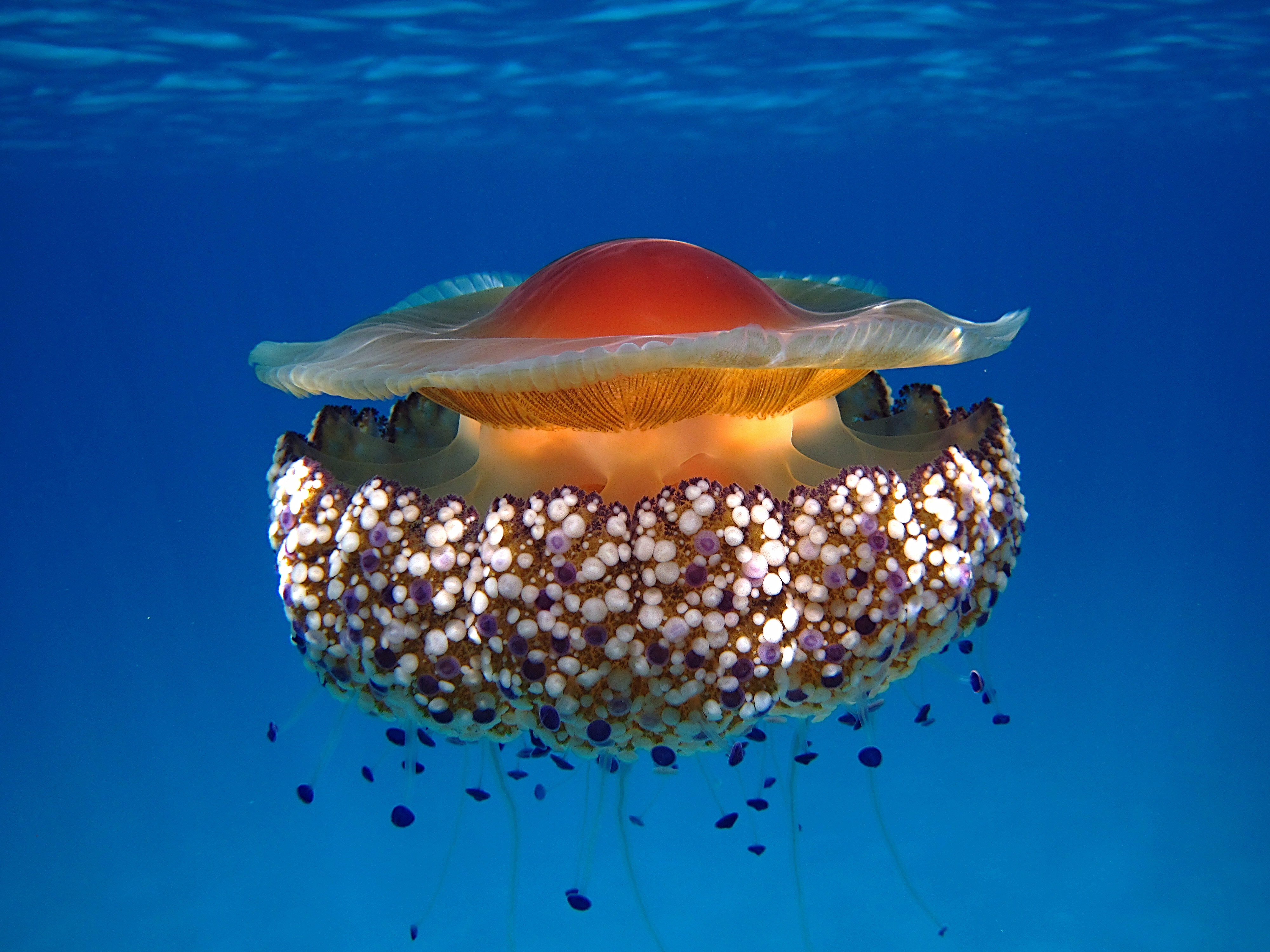
Spiegeleikwal (Cotylorhiza tuberculata, Cepheidae)
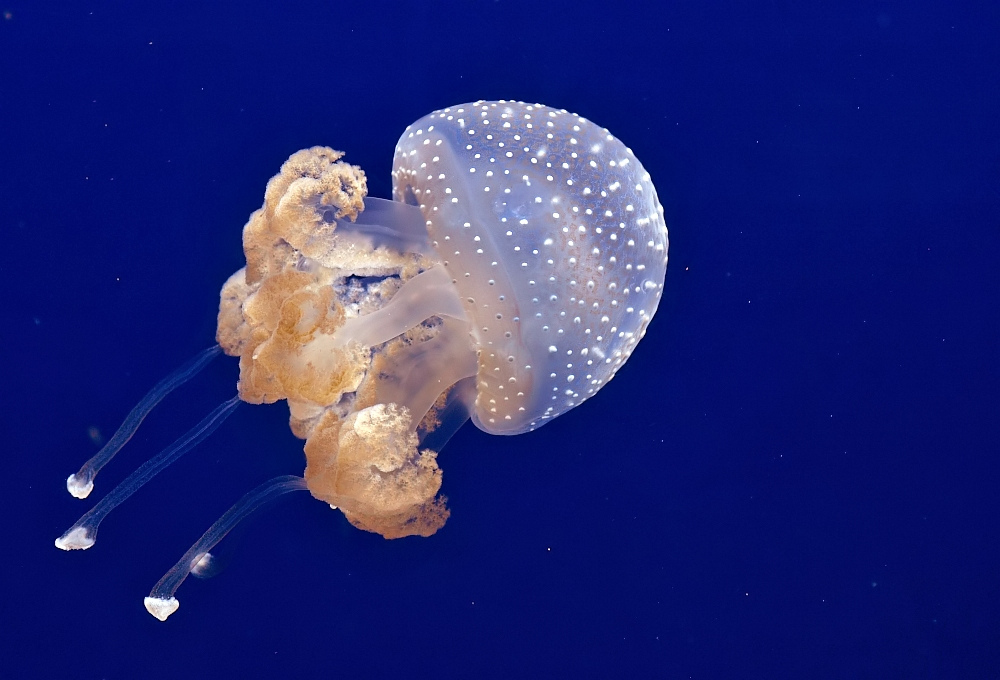
Phyllorhiza punctata (Mastigiidae)
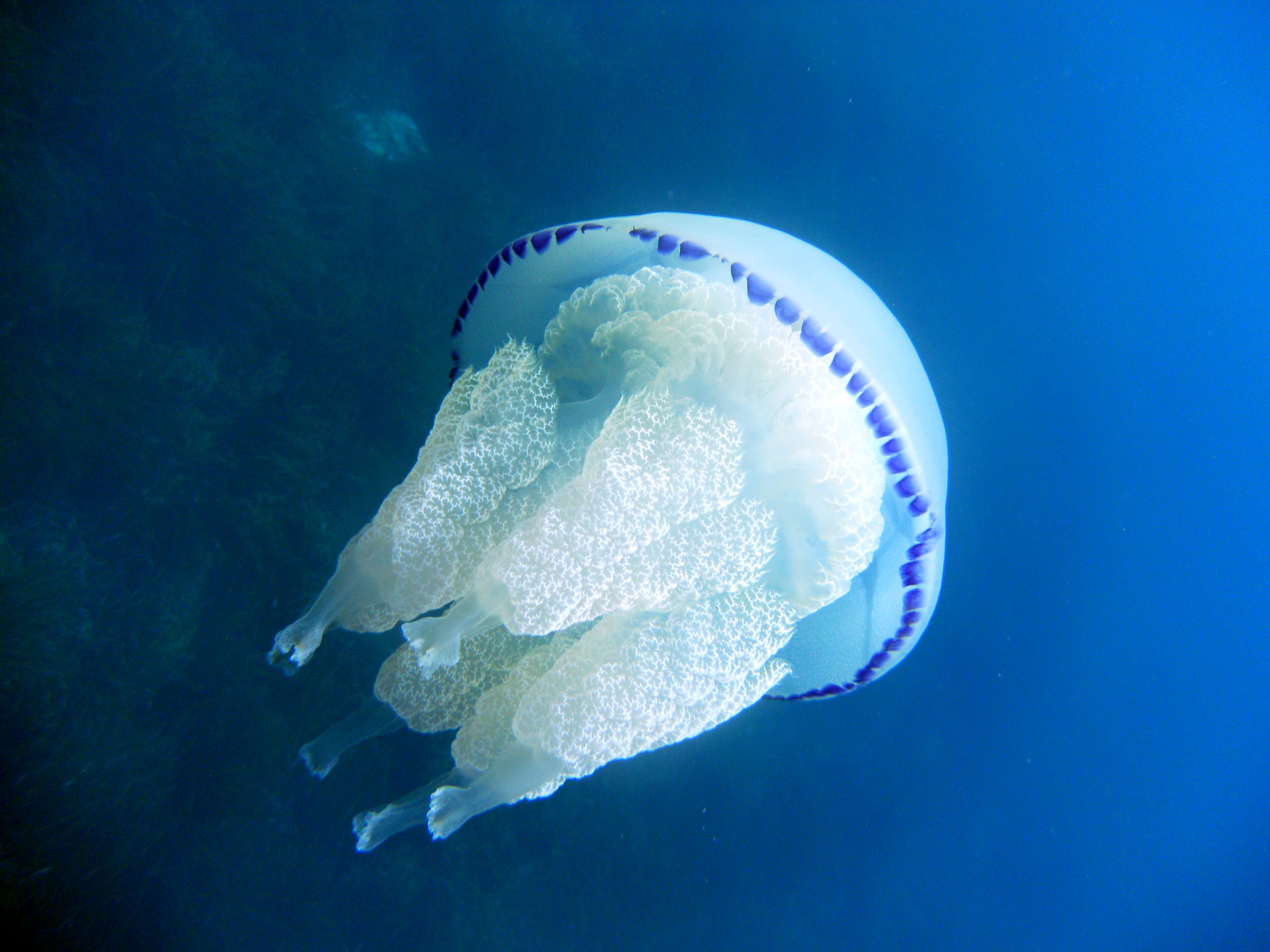
Bloemkoolkwal (Rhizostoma pulmo, Rhizostomatidae)
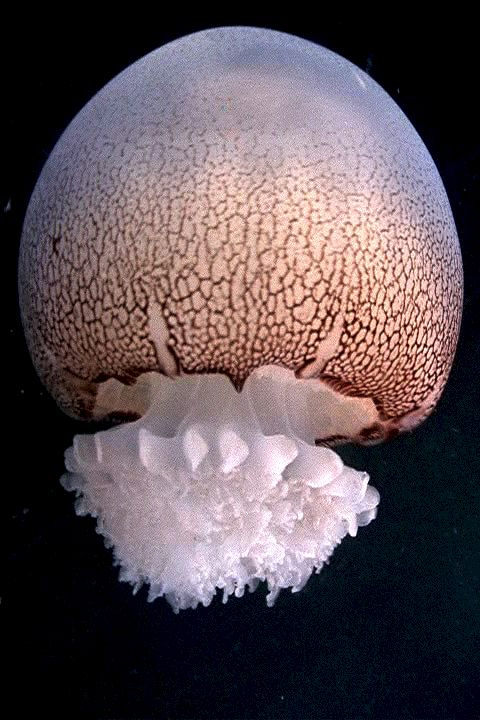
Stomolophus meleagris (Stomolophidae)

## Menselijke consumptie
Rhizostomae is de enige orde van kwallen waarvan de soorten op commerciële basis gevangen worden voor menselijke consumptie. Kwallen van de families Catostylidae, Lobonematidae, Rhizostomatidae en Stomolophidae worden gedroogd en/of ingezouten en verhandeld als delicatessen of als traditionele medicijnen. De gewoonte om kwallen te eten bestond al rond het begin van de 4e eeuw in China en tegenwoordig worden ze ook veelvuldig geconsumeerd in Japan, Korea en landen in Zuidoost-Azië.